# Horst-Werner Maier-Hunke
Horst-Werner Maier-Hunke (* 7. Mai 1938 in Iserlohn) ist ehemaliger Geschäftsführer des Büroartikelhersteller Durable, Ehrenpräsident von Unternehmer NRW sowie Träger des Bundesverdienstkreuzes 1. Klasse.

## Werdegang
Maier-Hunke beendete sein Studium 1965 und ging als Leiter des Deutschen Entwicklungsdienstes nach Nepal. Er half dabei eine Fabrik aufzubauen, die aus Heilpflanzen Extrakte destillierte. Von 1980 bis 2020 leitete er den Büroartikelhersteller Durable. Zwischen 2004 und 2016 führte er die Tarifverhandlungen in der Metall- und Elektroindustrie. Er setzte sich dabei für die Tarifautonomie ein.

## Ehrungen
- 2010: Verdienstkreuz 1. Klasse der Bundesrepublik Deutschland
- 2006: Verdienstorden des Landes Nordrhein-Westfalen